# SunTrust Plaza
SunTrust Plaza es un rascacielos de 265 my 60 plantas situado en el centro de Atlanta, Georgia. Construido como parte del complejo Peachtree Center, la construcción del edificio finalizó en 1992, y desde entonces ha sido el segundo edificio más alto de Atlanta. Cuando fue completado, era el 28º edificio más alto del mundo y el 47.º edificio más alto de Estados Unidos. Es la sede del World Trade Center de Atlanta. El edificio más alto de la ciudad, Bank of America Plaza, está en los alrededores del Midtown; SunTrust Plaza es el más alto en el Downtown.

## Historia
El arquitecto y promotor John Portman concibió originalmente edificio en el auge de los bienes inmuebles comerciales de la década de 1980 como un especulativo edificio de oficinas. 
Sus elementos básicos de diseño, una posmoderna torre cuadrada con elaboradas base y corona, representaron el abandono de Portman de su temprano estilo internacional, y dijo que fue inspirado por el diseño de Philip Johnson del One Atlantic Center, situado en Midtown. El lobby, de dos plantas, está rellenado con muchas obras de arte, esculturas y muebles diseñados por Portman.
Se puso la primera piedra en 1989 con gran fanfarria, pero cuando fue completado en 1992, el mercado de bienes inmuebles de Atlanta había caído y el edificio estuvo en su mayor parte vacío, llevando a Portman a la bancarrota y causándole la pérdida de muchos de sus bienes inmuebles. Su firma arquitectónica, John Portman & Associates, ubicó su cuartel general en el edificio.
A mediados de la década de 1990, Portman vendió la mitad de sus intereses en el edificio a SunTrust Bank, que trasladó su cuartel general al edificio, impulsando el cambio de nombre de One Peachtree Center a su nombre actual.

## Hechos recientes
El edificio fue uno de los varios golpeados por el Tornado de Atlanta de 2008, de mediados de marzo. Sin embargo, el edificio no sufrió daños tan severos como la mayoría de los otros edificios justo al sur de él. Varias oficinas tuvieron que ser trasladadas temporalmente dentro del edificio debido a las ventanas rotas.
La LPTV del canal de televisión WDTA-LD fue trasladada a lo más alto del edificio, desde el aún más alto Bank of America Plaza. A pesar de que ha sido por mucho tiempo el segundo rascacielos más alto de Atlanta, esta es su primera antena de transmisión.
El edificio es, y ha sido desde su construcción, sede de John Portman & Assoc. Architects.

## Galería de imágenes

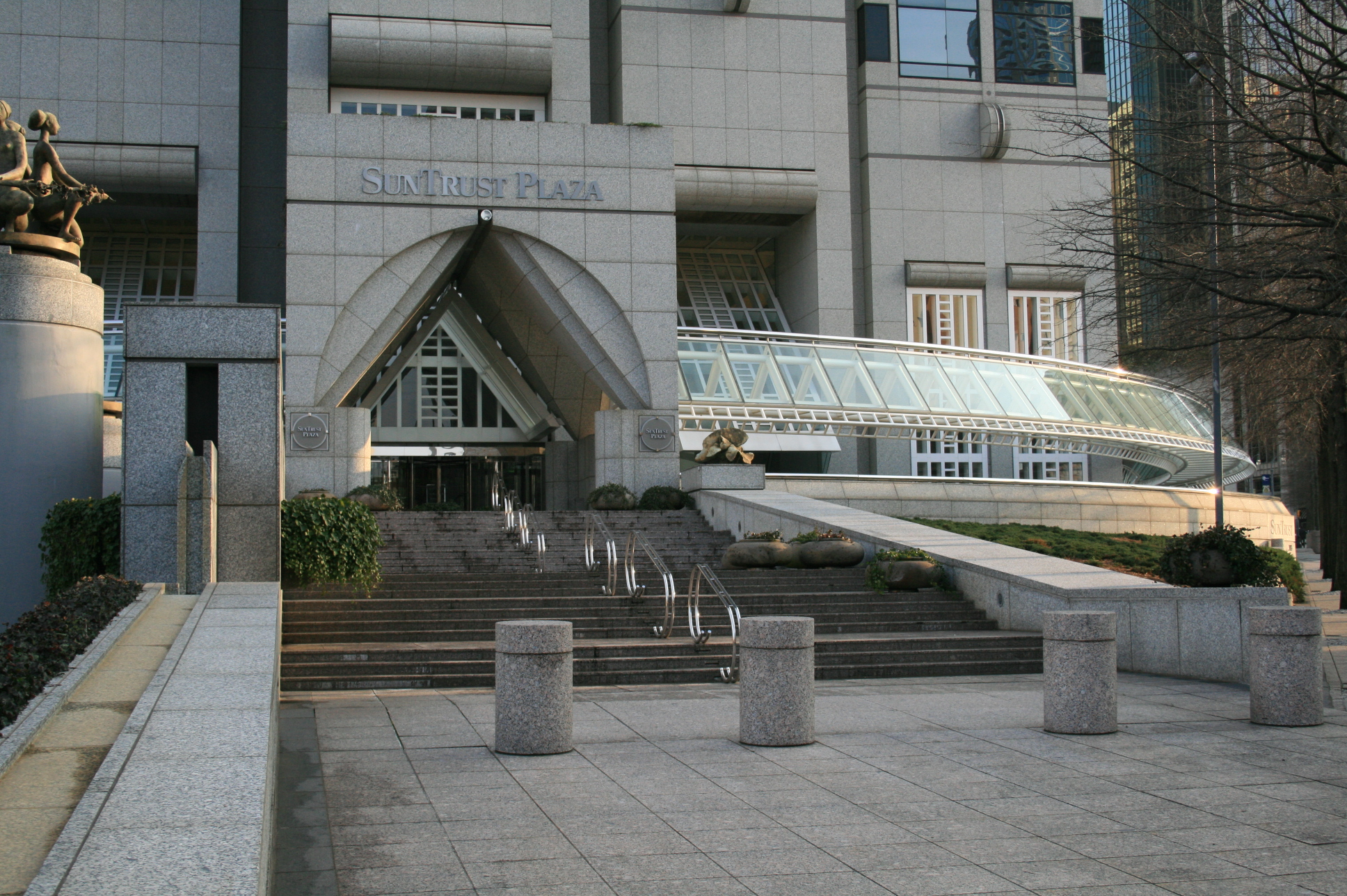
Galería perimetral al nivel de calle
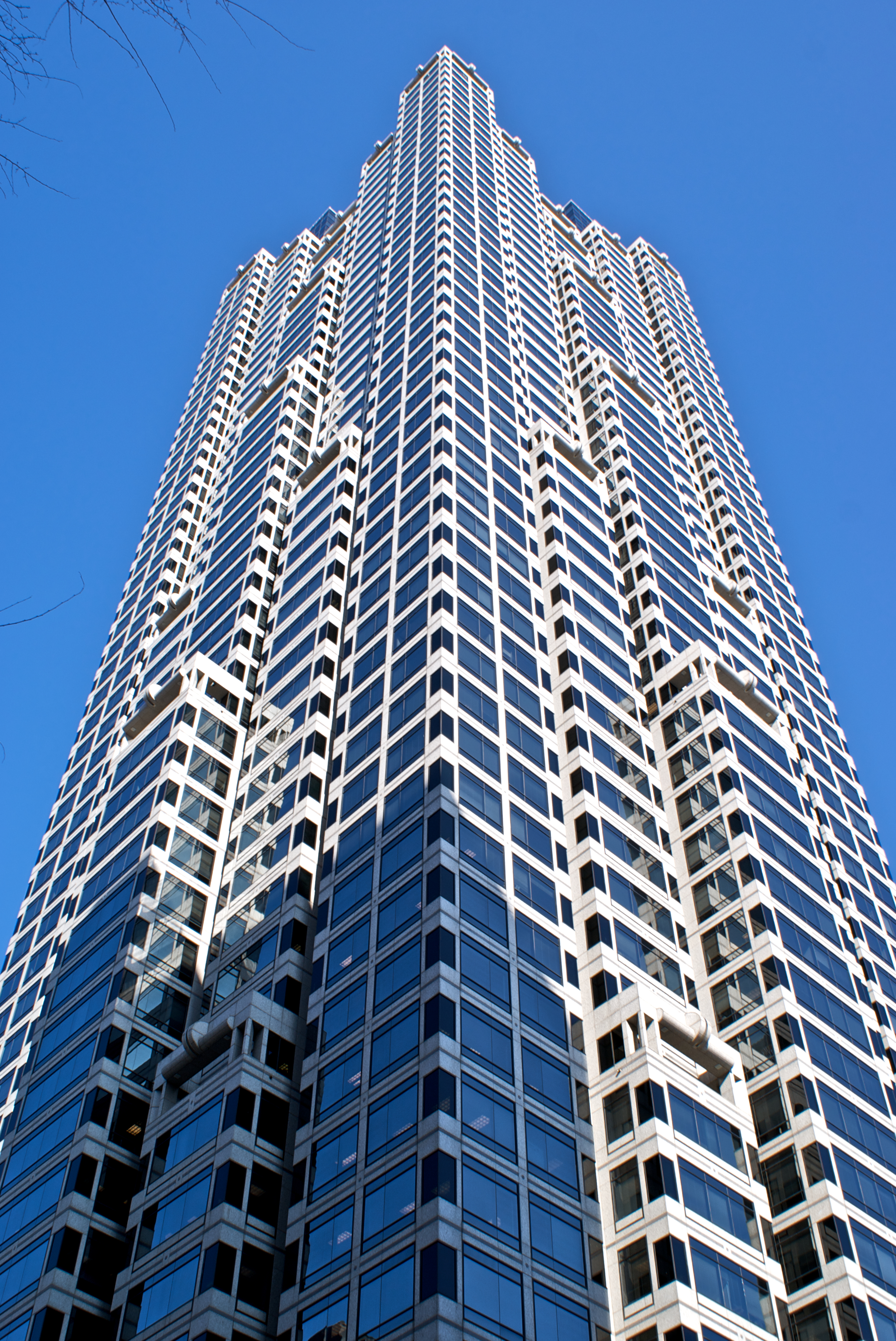
Vista desde la esquina de Baker Street con Peachtree Center Avenue